# Паси Пољана
Паси Пољана је насељено место у градској општини Палилула на подручју града Ниша у Нишавском округу. Налази се на таласастом терену зоне Бубањ, на око 4,5 км југозападно од центра Ниша. Према попису из 2022. било је 2948 становника (према попису из 1991. било је 1705 становника). У насељу се налазе одвојена одељења свих разреда основне школе Краљ Петар Први.

## Историја
Паси Пољана је старо, већ у средњем веку формирано село, јер га турски попис 1498. године бележи под називом Паси Пола, с 21 кућом, 5 неожењених и 1 удовичком кућом и с дажбинским обавезама од 3.233 акче. Према турском попису нахије Ниш из 1516. године, место је било једно од 111 села нахије и носило је назив Пасје Поље, а имало је 19 кућа, 3 удовичка домаћинства, 5 самачка домаћинства. У потоњим временима село замире и повремено се своди на статус мезре.
Почетком 19. века засељавајући чифчије из разних крајева, обнавља га спахија Стабег. Турчин је поставио себи кућу (кулу) у данашњој Господарској долини, у потесу Црквиште, и настојао да око себе засели чифчије сељаке. Тако су се у Господарској долини у појединим њеним деловима заселили преци данашњих Савинаца, Кошутиних, Мрштинаца и Низиних пореклом из лесковачког краја. За овима, у 19. веку засељавају се придошлице из пиротског (Аџијини) и сврљишког краја (Денчини, Реџини и Живићи) и други. Пред ослобођење од Турака селом је, са 36 кућа, господарио Али-ага пореклом из Ђаковице. Године 1878. село је имало 36 домаћинстава и 302 становника.
У периоду Србије и међуратној Југославији, постепено губи натуралне карактеристике, оријентишући се ка тржишној и приградској пољопривреди. 1930. године има 105 домаћинстава и 720 становника.
Развој после 1945. године изазвао је, с једне стране, пресељавање или постепену дислокацију насеља према Нишу, док је близина града, с друге стране, привукла придошлице из других села. Истовремено је дошло и до значајне економско-социјалне преструктурализације становништва (1971. године је било 32 пољопривредна, 104 мешовита и 158 непољопривредних домаћинстава). На тој основи, Паси Пољана је већ шездесетих година 20. века изгубила традиционална сеоска обележја (премда не и традиционалну руралну организацију насеља), и добила најпре мешовита, а затим - од 1975/80. године и градска обележја као периферијско радничко насеље Ниша.

## Демографија
У насељу Паси Пољана живи 1663 пунолетна становника, а просечна старост становништва износи 42,8 година (41,7 код мушкараца и 43,9 код жена). У насељу има 1168 домаћинстава, а просечан број чланова по домаћинству је 2,52.
Ово насеље је великим делом насељено Србима (према попису из 2002. године), а у последња три пописа, примећен је пораст у броју становника.
|  |

| Демографија | Демографија | Демографија |
| Година      | Становника  | Становника  |
| ----------- | ----------- | ----------- |
| 1948.       | 891         |             |
| 1953.       | 969         |             |
| 1961.       | 1.050       |             |
| 1971.       | 1.217       |             |
| 1981.       | 1.471       |             |
| 1991.       | 1.705       | 1.695       |
| 2002.       | 2.139       | 2.166       |
| 2011.       | 2.938       |             |
| 2022.       | 2.948       |             |

| Етнички састав према попису из 2002.‍ | Етнички састав према попису из 2002.‍ | Етнички састав према попису из 2002.‍ | Етнички састав према попису из 2002.‍ | Етнички састав према попису из 2002.‍ |
| ------------------------------------ | ------------------------------------ | ------------------------------------ | ------------------------------------ | ------------------------------------ |
|                                      |                                      |                                      |                                      |                                      |
| Срби                                 | Срби                                 |                                      | 2.076                                | 97,05%                               |
| Југословени                          | Југословени                          |                                      | 9                                    | 0,42%                                |
| Црногорци                            | Црногорци                            |                                      | 7                                    | 0,32%                                |
| Бугари                               | Бугари                               |                                      | 5                                    | 0,23%                                |
| Македонци                            | Македонци                            |                                      | 2                                    | 0,09%                                |
| Хрвати                               | Хрвати                               |                                      | 1                                    | 0,04%                                |
| Муслимани                            | Муслимани                            |                                      | 1                                    | 0,04%                                |
| непознато                            | непознато                            |                                      | 6                                    | 0,28%                                |

| Година пописа     | 1948. | 1953. | 1961. | 1971. | 1981. | 1991. | 2002. |
| ----------------- | ----- | ----- | ----- | ----- | ----- | ----- | ----- |
| Број домаћинстава | 150   | 185   | 230   | 294   | 386   | 466   | 616   |

| Број чланова      | 1  | 2   | 3   | 4   | 5  | 6  | 7  | 8 | 9 | 10 и више | Просек |
| ----------------- | -- | --- | --- | --- | -- | -- | -- | - | - | --------- | ------ |
| Број домаћинстава | 40 | 138 | 130 | 186 | 65 | 41 | 12 | 3 | 0 | 1         | 3,47   |

| Пол    | Укупно | Неожењен/Неудата | Ожењен/Удата | Удовац/Удовица | Разведен/Разведена | Непознато |
| ------ | ------ | ---------------- | ------------ | -------------- | ------------------ | --------- |
| Мушки  | 870    | 217              | 599          | 32             | 20                 | 2         |
| Женски | 883    | 162              | 602          | 102            | 16                 | 1         |
| УКУПНО | 1.753  | 379              | 1.201        | 134            | 36                 | 3         |

| Пол    | Укупно                    | Пољопривреда, лов и шумарство | Рибарство                            | Вађење руде и камена | Прерађивачка индустрија       |
| ------ | ------------------------- | ----------------------------- | ------------------------------------ | -------------------- | ----------------------------- |
| Мушки  | 418                       | 8                             | 0                                    | 0                    | 168                           |
| Женски | 256                       | 6                             | 0                                    | 0                    | 73                            |
| УКУПНО | 674                       | 14                            | 0                                    | 0                    | 241                           |
| Пол    | Производња и снабдевање   | Грађевинарство                | Трговина                             | Хотели и ресторани   | Саобраћај, складиштење и везе |
| Мушки  | 4                         | 34                            | 48                                   | 9                    | 44                            |
| Женски | 1                         | 8                             | 57                                   | 4                    | 11                            |
| УКУПНО | 5                         | 42                            | 105                                  | 13                   | 55                            |
| Пол    | Финансијско посредовање   | Некретнине                    | Државна управа и одбрана             | Образовање           | Здравствени и социјални рад   |
| Мушки  | 3                         | 6                             | 22                                   | 10                   | 14                            |
| Женски | 4                         | 7                             | 10                                   | 23                   | 26                            |
| УКУПНО | 7                         | 13                            | 32                                   | 33                   | 40                            |
| Пол    | Остале услужне активности | Приватна домаћинства          | Екстериторијалне организације и тела | Непознато            | Непознато                     |
| Мушки  | 10                        | 0                             | 0                                    | 38                   | 38                            |
| Женски | 10                        | 0                             | 0                                    | 16                   | 16                            |
| УКУПНО | 20                        | 0                             | 0                                    | 54                   | 54                            |

## Познате личности
- Драган Стојковић, фудбалер[5]
- Саша Стојановић, фудбалер
- Бобан Здравковић, певач[6]